# Milestones (album, Miles Davis)
Milestones je studiové album amerického trumpetisty Milese Davise. Jeho nahrávání probíhalo během dvou dní v únoru a březnu 1958 ve studiu Columbia 30th Street Studio v New Yorku. Jeho producentem byl George Avakian a album vyšlo v září 1958 u vydavatelství Columbia Records.

## Seznam skladeb
| Pořadí | Název               | Autor                            | Délka |
| ------ | ------------------- | -------------------------------- | ----- |
| 1.     | Dr. Jekyll          | Jackie McLean                    | 5:47  |
| 2.     | Sid's Ahead         | Miles Davis                      | 12:59 |
| 3.     | Two Bass Hit        | John Lewis, Dizzy Gillespie      | 5:13  |
| 4.     | Milestones          | Davis                            | 5:45  |
| 5.     | Billy Boy           | tradicionál, aranžmá Ahmad Jamal | 7:14  |
| 6.     | Straight, No Chaser | Thelonious Monk                  | 10:41 |

## Obsazení
- Miles Davis – trubka, klavír v „Sid's Ahead“
- Cannonball Adderley – altsaxofon
- John Coltrane – tenorsaxofon
- Red Garland – klavír
- Paul Chambers – kontrabas
- Philly Joe Jones – bicí